# Maria Cecilia Barbetta
Maria Cecilia Barbetta (8 de juliol de 1972 a Buenos Aires) és una escriptora argentina que escriu en alemany. Ha estat guardonada amb diversos premis a Alemanya, inclosa la beca Alfred Döblin i el premi Aspekte-Literaturpreis. Al 2018 la guardonaren amb el premi Chamisso-Hellerau.

## Biografia
Barbetta estudià alemany com a llengua estrangera a l'Argentina, en l'Institut Ballester. El 1996 guanya una beca del Servei Alemany d'Intercanvi Acadèmic i es trasllada a Berlín, on viu des de llavors.
Des del 2005 és una escriptora independent. El 2007 fou guardonada amb la Beca Alfred Döblin per l'Acadèmia de les Arts d'Alemanya. Forma part del taller d'autor Prosa del Col·loqui Literari a Berlín. Canviar a mesura. Els miracles en fou la primera novel·la.
Des del 2011 és membre del Club PEN d'Alemanya. El 2008 guanya el premi Aspekte-Literaturpreis.
Al 2018 guanya el premi Chamisso-Hellerau.
Barbetta escriu en alemany.

## Obres
- Änderungsschneiderei. Els miracles. Fischer, Frankfurt am Main 2008, ISBN 978-3-10-004210-1. OCLC 665162339.
- María Cecilia Barbetta; Beatrice von Bismarck; traductor Brian Currid Miguel Rothschild Alemanya: Hatje Cantz, 2015. ISBN 9783775740241, OCLC 910103377.
- Nachtleuchten Roman. Fischer, Frankfurt am Main 2018, ISBN 9783103972894, OCLC 1090608051.